# Rhytidoponera aquila
Rhytidoponera aquila (лат.) — вид мелких тропических муравьёв рода Rhytidoponera из подсемейства Ectatomminae. Эндемик Новой Каледонии. 

## Описание
Длина тела около 5 мм. Основная окраска тела фиолетово-чёрная с переливами; ноги, мандибулы и усики тёмно-коричневые, конечности и усики светлее на вершине. Передний клипеальный край выпуклый или слабоугловатый. Лобные доли расширены латерально и закрывают большую часть основания усиков. Лобные кили выпуклые и сходятся кзади. Голова квадратная, длина больше ширины, бока слабо выпуклые, затылочный край слабо выпуклый или плоский. Промезонотальный шов четкий, сверху равномерно закругленный. Мезопроподеальное вдавление очень слабое, едва заметное при виде сбоку переднеспинки; базальная и наклонная грани проподеума слабо дифференцированы. Нижний зубец переднеспинки отчетливый. Петиолярный узелок массивный, субпрямоугольный, с коротким передним стеблем и слабо развитым субпетиолярным отростком. Мандибулы густо-исчерченные. Голова продольно морщинистая, над грубыми продольными морщинами тонкая исчерченность, точки между морщинками нечеткие. Переднеспинка со слабой морщинистой, преобладет продольная ориентация, по крайней мере, на заднемедиальной области переднеспинки. Остальная мезосома и петиолярный уелок поперечно-полосатые (до мелко-морщинистых). III и IV тергиты брюшка в густой концентрической поперечной исчерченности и в слабой рассеянной пунктировке. Усики рабочих 12-члениковые (13-члениковые у самцов). Жало развито. Гнездятся в почве. Рабочие фуражируют в наземном ярусе. Вид был впервые описан в 1984 году американским мирмекологом Филипом Уардом по материалам из Новой Каледонии. Относятся к группе видов Rhytidoponera opaciventris.

## Распространение
Новая Каледония. На высотах от 270 до 400 м.